# Tatort: Wer zweimal stirbt
Wer zweimal stirbt ist ein Fernsehfilm aus der Krimireihe Tatort. Der von Telepool und Bavaria Film für den Bayerischen Rundfunk 1990 produzierte Beitrag wurde am 3. März 1991 im Ersten als 240. Folge der Reihe zum ersten Mal gesendet und war für die Münchner Kommissare Batic und Leitmayr der zweite Fall. Das Duo muss im Milieu der Münchner Kokain-Szene ermitteln und insgesamt drei Morde aufklären.

## Handlung
In einer Müllverbrennungsanlage wird die Leiche von Jürgen Siebrich gefunden. Er wurde durch einen Genickschuss getötet. Batic und Leitmayr suchen seine Wohnung auf, die eindeutig der Tatort ist. Mittels der Wahlwiederholungstaste finden die Beamten heraus, dass der Tote zuletzt versucht hatte, den Vermögensberater Georg Zenker anzurufen. Als sie Zenker aufsuchen wollen, werden sie von ihren Kollegen von der Rauschgiftfahndung abgefangen. Sie erklären, dass Siebrich Polizeispitzel war und sie versucht hatten, mit seiner Hilfe Georg Zenker zu überführen, den sie für einen der größten Drahtzieher des Münchner Kokainhandels halten. Als Georg Zenker sein Büro verlässt, kann er die Kollegen von der Drogenfahndung abhängen. Batic und Leitmayr nehmen ihn fest, da sie davon ausgehen, dass er sich ins Ausland absetzen will. Zenker gibt sich ahnungslos und behauptet, er habe sich lediglich mit seinem Bruder Hugo treffen wollen. Auf dem Präsidium taucht der Anwalt Dr. Heider auf und behauptet, dass er Zenker vertrete. Doch dieser hat keinen Anwalt bestellt und will ihn auch nicht sprechen. Auf Nachfrage der Beamten erzählt Dr. Heider, dass er der Justiziar der Investmentfirma von Osswald, einem Geschäftspartner Zenkers, ist. Osswald hatbe Dr. Heider ins Präsidium zu Zenker geschickt. Batic sucht Osswald auf, dieser gibt sich aalglatt und ahnungslos, von den Vorwürfen gegen Zenker scheint er überrascht und kann sich Verwicklungen Zenkers in die Drogenszene nicht vorstellen.
Zenker, der noch nicht einmal seine Frau Elisabeth und seinen kleinen Sohn Klaus sehen will, wird derweil von einem Mithäftling bedroht, der ihm sagt, dass seine „Freunde“ langsam „ungeduldig“ würden. Batic befragt seine Bekannte Ingrid, die eine Freundin von Elisabeth ist, über Zenker. Sie hält ihn für einen guten Familienvater und keinesfalls für kriminell, näher kenne sie ihn aber nicht. Aufgrund der Drohungen will Zenker sich nunmehr doch als Kronzeuge zur Verfügung stellen. Bei der Überstellung wird er vor dem Präsidium vom Profikiller Jose aus dem Hinterhalt erschossen. Leitmayr macht unterdessen Zenkers Bruder Hugo ausfindig; dieser sitzt in Nürnberg in Untersuchungshaft, nachdem bei einem Verkehrsunfall bei ihm ein Kilogramm Kokain gefunden worden war. Hugo Zenker gibt den Beamten gegenüber an, in Geldnot gewesen zu sein und deshalb für seinen Bruder versucht zu haben, das Kokain von München nach Hannover zu bringen. Batic vermutet, dass Georg Zenker wusste, dass er observiert wurde und das Syndikat, hinter dem Batic Osswald vermutet, glauben machen wollte, Siebrich habe das Kokain verschwinden lassen, dies hätte aber Zenker verschwinden lassen, um es später zu verkaufen, wenn die Polizeiüberwachung beendet gewesen wäre. Batic will nunmehr Osswald und seine Kumpanen über eine Pressemitteilung glauben lassen, Zenker habe überlebt. Hugo Zenker, der seinem Bruder zum Verwechseln ähnlich sieht, soll als Lockvogel fungieren. Ingrid geht zu Osswald, den sie durch ihre Galerie und ihre Freundschaft zu Elisabeth ebenfalls kennt, und erklärt ihm, dass Zenker mit seinem Bruder die Identitäten vertauscht hat, Hugo ist bei dem Anschlag ums Leben gekommen, während Georg in Untersuchungshaft sitzt. Osswald wittert seine Chance, doch noch an das von Zenker unterschlagene Kokain zu kommen.
Zenker kontaktiert Osswald und behauptet, aus dem Gefängniskrankenhaus ausgebrochen zu sein. Er sei zur Übergabe des Kokains bereit und möchte sich in der Galerie von Ingrid mit Osswald treffen. Hugo Zenker verliert im Vorfeld des Treffens, zu dem Osswald schließlich doch nicht kommt, die Nerven und flieht. Unterdessen entführt Jose, der Georg Zenker ermordet hat, Zenkers kleinen Sohn Klaus. Zenker meldet sich bei Osswald und sagt ihm zu, das Kokain zu besorgen, anschließend holt er eine Waffe aus dem Versteck, in dem er auch das Kokain gebunkert hat. Batic fällt währenddessen auf, dass Ingrid auffällig hohe Überweisungen von Osswalds Firma erhalten hatte. Er stellt Ingrid zur Rede, da offensichtlich ist, dass Osswald durch Kunstkäufe bei Ingrids Galerie Drogengeld wäscht, doch Ingrid behauptet, weder etwas über die Herkunft der Gelder zu wissen noch für Osswald zu arbeiten. Als Batic von der Entführung von Zenkers Sohn erfährt, geht er zu Osswald und erzählt ihm, dass Georg Zenker tot sei. Er appelliert an Osswald, die Freilassung von Zenkers Sohn zu arrangieren, doch Osswald reagiert empört und weist den Vorwurf der Kindesentführung zurück. Als Batic gegangen ist, kommt Zenker aus seinem Versteck, er hat Osswald mittlerweile in seiner Gewalt. Batic beobachtet, wie die beiden Männer aus dem Haus kommen und ins Auto steigen, er folgt ihnen unauffällig. Derweil fährt Ingrid mit ihrer Freundin Elisabeth zu einem Wildwestpark, wo Jose sich mit Klaus aufhält. Sie entschuldigt sich bei Elisabeth und erklärt, selbst Angst vor Osswald zu haben. Jose übergibt Elisabeth ihren Sohn, dafür soll Ingrid von Zenker den Koffer mit dem Kokain entgegennehmen.
Zenker und Osswald treffen bei dem Park ein, Zenker will seine Frau und seinen Sohn Zug um Zug gegen das Kokain, Batic taucht auf und will Zenker entwaffnen, dieser wird aus dem Hinterhalt von Jose nieder- und Ingrid erschossen. Als Jose fliehen und auch noch Batic erschießen will, trifft Leitmayr ein und rettet seinem Partner das Leben, indem er Jose niederschießt. Osswald behauptet, den Mann nicht zu kennen, und darf unbehelligt nach Hause, während Zenker und Jose ins Krankenhaus gebracht werden.
Als Zenker genesen ist, informiert er die Polizisten, dass er in Wahrheit Georg Zenker ist. Um die Polizei abzulenken, habe er mit seinem Bruder Hugo den Platz getauscht, dabei sei dieser erschossen worden. Er bietet sich Batic und Leitmayr als Kronzeuge an. Batic holt Zenker aus dem Gefängnis ab und fährt mit ihm zu Osswalds Anwesen. Dort kettet er Zenker ans Lenkrad, setzt sich auf den Rücksitz und zwingt Zenker zum Hupen. Wie von Batic erwartet, erscheint der Hobby-Schütze Osswald mit seiner Flinte und eröffnet, als er Zenker am Steuer erkennt, das Feuer auf ihn. Allerdings prallen die Projektile an der kugelsicheren Scheibe ab, so dass Batic Osswald wegen versuchten Mordes festnehmen kann. Batic ärgert sich, dass Zenker als Kronzeuge straffrei ausgeht, er hat schließlich noch immer das Kokain versteckt. Ohne es zu ahnen, fahren er und Leitmayr an dem brennenden Lokal vorbei, in dem auch gerade das von Zenker dort versteckte Kokain verbrennt.

## Rezeption

### Einschaltquoten
Die Erstausstrahlung von Wer zweimal stirbt am 3. März 1991 wurde in Deutschland von 11,70 Millionen Zuschauern gesehen und erreichte einen Marktanteil von 44,90 % für Das Erste.

### Kritiken
Die Kritiker der Fernsehzeitschrift TV-Spielfilm beurteilen den Tatort positiv und meinen: „Batics Coolness ist hier besonders gefordert“.